# Douglas DC-6
Douglas DC-6 je štirimotorno propelersko batno potniško letalo z dolgim dosegom ameriškega proizvajalca Douglas Aircraft Company. DC-6 je prvič poletel 29. junija 1946. V letih 1946−1958 so izdelali 704 letala. Prvotno je bil zasnovan kot vojaško transportno letalo, pozneje pa so ga razvili v potniško letalo z dolgim dosegom. Prva letala so dobavili družbama American Airlines in United Airlines. Uporablja se tudi za gašenje požarov iz zraka. Njegov največji konkurent je bil prestižni dolgoprogaš Lockheed Super Constellation. Letalska družba Everts Air Cargo še danes uporablja 10 letal DC-6 v rednem prometu, saj se z 46 litrskimi kompresorsko polnjenimi bencinskimi motorji Pratt & Whitney R-2800 na 100LL AVGAS odlično obnesejo v polarnem podnebju Aljaske.
Med uporabniki DC-6 je bila tudi slovenska letalska družba Inex Adria Aviopromet (eno letalo kot eksponat stoji na letališču Brnik - zadnji let je bil 31. marca 1973) in jugoslovanski predsednik Tito, ki ga je uporabljat kot air force one (njegovo letalo je sedaj v lasti Red Bulla iz Salzburga). 
DC-6 je bil sprva znan kot C-118 Liftmaster pri USAF, pri mornarici pa kot R6D, od leta 1962 naprej pa kot C-118. Pri USAAF (Ameriško armadno vojno letalstvo) je projekt DC-6 imel ime XC-112. Armadno vojno letalstvo (USAAF) je hotelo daljšo, močnejšo verzijo s tovornim prostorom s stalnim tlakom za prevoz čet C-54 Skymasterja (na osnovi DC-4).

## Tehnične specifikacije
Specifikacije po virih
| Različica            | DC-6                                                                               | DC-6A                                                                               | DC-6B                                                                               |
| -------------------- | ---------------------------------------------------------------------------------- | ----------------------------------------------------------------------------------- | ----------------------------------------------------------------------------------- |
| Posadka              | 3-4                                                                                | 3-4                                                                                 | 3-4                                                                                 |
| Kapaciteta           | 48-68 potnikov                                                                     | 28.188 lb (12.786 kg) tovora                                                        | 42-89 potnikov                                                                      |
| Dolžina              | 100 ft 7 in (30,66 m)                                                              | 105 ft 7 in (32,18 m)                                                               | 105 ft 7 in (32,18 m)                                                               |
| Razpon kril          | 117 ft 6 in (35,81 m)                                                              | 117 ft 6 in (35,81 m)                                                               | 117 ft 6 in (35,81 m)                                                               |
| Višina               | 28 ft 5 in (8,66 m)                                                                | 28 ft 5 in (8,66 m)                                                                 | 28 ft 5 in (8,66 m)                                                                 |
| Površina kril        | 1.463 sq ft (135,9 m2)                                                             | 1.463 sq ft (135,9 m2)                                                              | 1.463 sq ft (135,9 m2)                                                              |
| Prazna teža          | 52,567 lb (23,844 kg)                                                              | 45,862 lb (20,803 kg)                                                               | 55,357 lb (25,110 kg)                                                               |
| Maks. vzletna teža   | 97.200 lb (44.100 kg)                                                              | 107.200 lb (48.600 kg)                                                              | 107.000 lb (49.000 kg)                                                              |
| Mtorji (4x)          | Pratt & Whitney R-280-CA15 "Double Wasp" zvezdasti motor, 1.800 hp (1.300 kW) vsak | Pratt & Whitney R-2800-CB16 "Double Wasp" zvezdasti motor, 2.400 hp (1.800 kW) vsak | Pratt & Whitney R-2800-CB17 "Double Wasp" zvezdasti motor, 2.500 hp (1.900 kW) vsak |
| Propelerji           | Hamilton Standard 43E60 "Hydromatic" s stalnimi vrtljaji                           | Hamilton Standard 43E60 "Hydromatic" s stalnimi vrtljaji                            | Hamilton Standard 43E60 "Hydromatic" s stalnimi vrtljaji                            |
| Potovalna hitrost    | 311 mph (501 km/h)                                                                 | 315 mph (507 km/h)                                                                  | 315 mph (507 km/h)                                                                  |
| Kapaciteta goriva    | 4,260 US galon (16.125 litrov) 4,722 US galon (17.874 litrov)                      |                                                                                     | do 5 512 US galon (20.865 litrov)                                                   |
| Dolet                | 3,983 nmi (7,377 km)                                                               | 2,948 nmi (5,460 km) Največji tovor 4,317 nmi (7,995 km) Maks. gorivo               | 2,610 nmi (4,834 km) Največji tovor 4.100 nmi (7.600 km) Maks. gorivo               |
| Servisna višina leta |                                                                                    | 21.900 ft (6.700 m)                                                                 | 25.000 ft (7.600 m)                                                                 |
| Hitrost vzpenjanja   | 1.070 ft/min (330 m/min)                                                           |                                                                                     |                                                                                     |
| Aeroprofil           | NACA 23016 (koren krila) NACA 23012 (konica krila)                                 | NACA 23016 (koren krila) NACA 23012 (konica krila)                                  | NACA 23016 (koren krila) NACA 23012 (konica krila)                                  |